# Mademoiselle Charlotte
Mademoiselle Charlotte är en gudinna eller loa inom voodooreligionen på Haiti och i Louisiana. Liksom Dinclinsin ska hon enligt tradition ha kommit till Haiti med kolonisterna och förekom inom voodoo från denna tid framåt.  Hon tillhör de gudar som mer sällan åkallas inom voodoo.
Mademoiselle Charlotte manifesteras med enligt Haitisk voodoo typiska kännetecknen för en vit kvinna.  Hon tillbeds, enligt sin tillskrivna smak, med den mest strikta hänsyn till protokoll och ceremoni.  Hon ska tala franska och ha förmågan att göra sig förstådd även av hästar på detta språk under manifestation.  Hon tillbeds på ungefär samma sätt som Erzulie och tycker om drycker i färg av rosa, blått, vitt eller beige, alla former av likörer utan tillsatser av alkohol, drinkarna clairin och acassan, och köttet från unga kycklingar som offermåltid. Hennes färg är rosa. Hennes tjänster är svåra att tillägna sig, då hon endast skall tjäna de personer hon fattar personlig sympati för.